# Achiroides
Achiroides is een geslacht van straalvinnige vissen uit de familie van eigenlijke tongen (Soleidae).

## Soorten
- Achiroides leucorhynchos Bleeker, 1851
- Achiroides melanorhynchus (Bleeker, 1851)